# 門真市立門真みらい小学校
門真市立門真みらい小学校（かどましりつ かどまみらいしょうがっこう）は、大阪府門真市浜町にある公立小学校。

## 概要
- 本校は、門真市北西部の守口市との市境線に近い浜町に位置する。

## 沿革
- 2012年（平成24年）
  - 4月1日 - 浜町中央小学校と北小学校を統合し、門真みらい小学校開校。
  - 4月9日 - 開校式挙行。
  - 11月22日 - 校歌制定。
- 2017年（平成29年）12月22日 - 創立5周年記念行事開催。

## 学校教育目標
- 未来に生きる力を培う

## 通学区域
- 石原町・大倉町・垣内町・幸福町・中町・浜町・小路町・堂山町・月出町・泉町・松葉町・向島町[1]
  - なお、本校は守口市との市境線に近いため、守口市立梶小学校の学区である守口市梶町1丁目と3丁目などは、梶小学校より、本校の方が近い地域がある。

## 周辺
※印の施設は守口市内にある施設
- 門真市立浜町保育園 - 進級前保育園
- 関西電力浜町変電所
- 浜町公園
- 月出郵便局
- ※梶南公園

## 交通
- 京阪本線古川橋駅から、徒歩約840m・約13分。
- Osaka Metro谷町線・大阪モノレール本線大日駅（出口1・出口2）から、徒歩約1.3km・約20分。
- 近畿自動車道門真ICから、車で約3.1km・約6分。
- 伊丹空港から、
  - 大阪モノレールで、大日駅まで36分、下車後徒歩。
  - 中国自動車道・近畿自動車道経由で、車で約20.6km・約20分（規制・混雑状況で変わる）。